# Lee
Lee — торговая марка джинсов, с 1969 года принадлежавшая американской текстильной корпорации VF Corporation. С 2019 года является собственностью Kontoor Brands.

## История торговой марки
Компания была основана в 1889 году Генри Дэвидом Ли под названием HD Lee в городе Салина, штат Канзас. Она производила комбинезоны и куртки. Рост производства был вызван введением рабочего комбинезона для всех профсоюзов в 1913 году. Позже, в 1920-х годах, Ли представил ширинку на молнии и продолжил расширяться. Примерно в это же время была продана первая линия детской спецодежды. В 1928 году Г. Д. Ли, основатель и президент торговой компании умер. В 1930—1940-е годы компания стала ведущим производителем рабочей одежды в США.
В 1926 году компания выпустила в двух версиях свои известные джинсы Lee 101: 101B (button, на пуговицах) и 101Z (zip-fly, на молнии, которые стали первыми в мире джинсами на молнии). Они представляли собой модель 1924 года для ковбоев, с новым, U-образным седалищным швом, который стал образцом для всех последующих поколений джинсов.
В 1929 году была выпущена укороченная джинсовая куртка на молнии Lee 91-B Zip, а в 1931 году — первая джинсовая куртка под названием 101J Slim, привычного в современности образца: облегающая, укороченная, с поясом и двумя карманами на груди. Она также была выпущена для ковбоев: не мешала сидеть на лошади и обеспечивала доступ к карманам свободной рукой. В 1933 году была выпущена зимняя версия такой куртки Storm Rider Jacket. В 1936 году на джинсах Lee впервые появился кожаный лейбл на поясе, тогда ещё частично с остатками коровьей шерсти (hair-on-hide). В 1944 году на задних карманах всех джинсов Lee появился шов в виде так называемой «ленивой S» (~). По мнению создателей нововведения, два шва на карманах вместе напоминали силуэты лонгхорнов, мясной породы скота, которых и пасли ковбои. В 1946 году кожаный лейбл hair-on-hide был заменён скрученным кожаным лейблом Twitch, напоминающим тавро. В 1949 году компания выпустила женские джинсы.
В 1954 году, благодаря ролям Джеймса Дина и Марлона Брандо в кинематографе, джинсы из рабочей одежды становятся частью поп-культуры, и компания Lee также отреагировала на изменения, запустив линейку LeeSures. Впрочем, компания ещё достаточно долго продолжала концентрироваться на утилитарном значении своей продукции. В 1964 году в рамках LeeSures компания начала выпуск брюк Lee-Prest с прессованными на фабрике стрелками, которые получили в то время достаточную популярность.
В 1969 году компания H.D.Lee Mercantile Company была поглощена гигантом VF Corporation, марка Lee была сохранена и с 1970 года окончательно стала маркой повседневной модной одежды, и сейчас продукция под этой торговой маркой экспортируется в 82 страны мира. В 1970-е была запущена линейка одежды для женщин Ms. Lee; также были выпущены линейки для детей и молодёжи.
В 1981 году 240 работников фабрики компании в Гриноке (Шотландия) начали сидячую забастовку, протестуя против переноса фабрики в Северную Ирландию. Акция, которая планировалась только на одну ночь, переросла в семимесячную.
В 1996 году компания запустила проект Lee National Denim Day. В рамках этого проекта, 2 октября, каждый, кто внёс пожертвование в 5 долларов или больше, вправе в этот день появиться на работе в джинсах. За время существования проекта было собрано более 93 миллионов долларов и все они направлены на борьбу c раком груди.
С 2005 года джинсы Lee производятся в Индии, на небольших фабриках, принадлежащих компании Arvind Limited.